# Phare de la Jument
Phare de la Jument (Leuchtturm der Stute), kurz La Jument, ist der Name eines Leuchtturms auf einem Felsen zwei Kilometer vor der Südwestspitze der Insel Ouessant, die etwa 20 Kilometer vor der Küste der Bretagne liegt. Seine Tragweite liegt zwischen 19 und 21 Seemeilen.

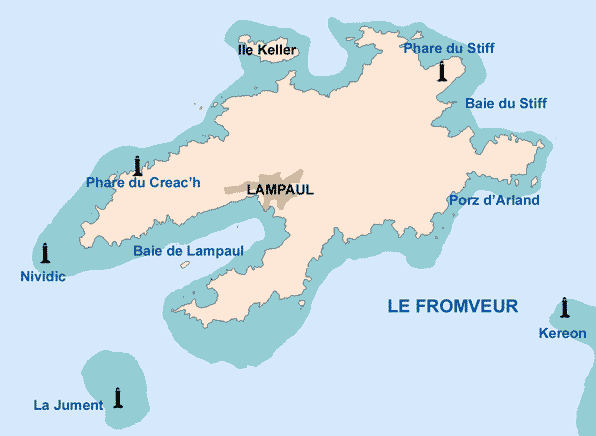
Leuchtturmsituation auf und um Ouessant

Die Insel befindet sich in gefährlichem Gewässer und wird daher heute von nicht weniger als fünf Leuchttürmen markiert. Der Bau des Phare de la Jument geht auf ein Schiffsunglück am 17. Juni 1896 zurück, das 243 der 246 Menschen an Bord das Leben kostete. Charles Eugène Potron verfügte testamentarisch unter dem Eindruck des Schiffbruchs des englischen Schiffes Drummond Castle, das auf den Klippen vor der Ile d’Ouessant zerschellt war, dass für 400.000 Francs aus seinem Nachlass ein Leuchtturm an der gefährlichen Stelle errichtet werden sollte.
Mit dem Bau des achteckigen Turmes, der schließlich 850.000 Francs kosten sollte, wurde 1904 begonnen, und das erste Leuchtfeuer wurde 1911 in Betrieb genommen, doch endgültig fertiggestellt und gesichert war der Turm erst 1940. Er hat eine Höhe von 47,40 Metern und eine Leuchtweite von 19 bis 21 Meilen und ist mit mehreren Stahlseilen im Fels verankert.

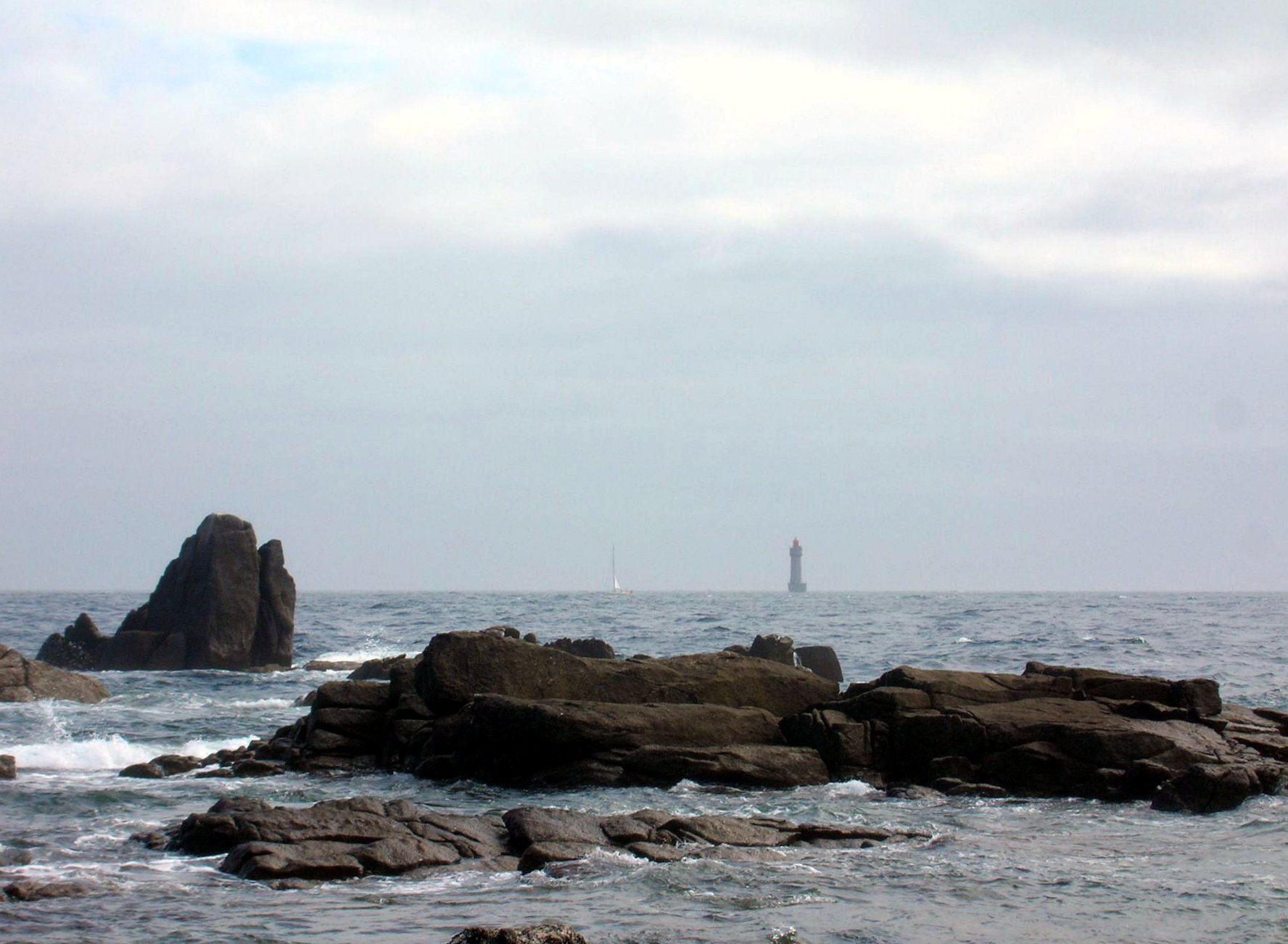
Ansicht von der Ile d’Ouessant aus

Am 21. Dezember 1989 machte Jean Guichard seine berühmte Fotografie dieses Leuchtturms, für die er den zweiten Preis des World Press Photo Awards (Pressefoto des Jahres) erhielt. Sie zeigt den Leuchtfeuerwärter Théodore Malgorn, einen gelernten Automechaniker, auf dem unteren Umgang. Genau in dem Augenblick, als er vor die Tür trat, schlug gegen den Turm von der Rückseite eine riesige Welle, die ein Sturm von etwa 10 Beaufort aufgetürmt hatte. Malgorne hörte das Geräusch von Guichards Hubschrauber und ging deshalb vor die Tür. Er erkannte seinen Fehler rechtzeitig und rettete sich unverletzt zurück ins Treppenhaus des Gebäudes, bevor die Welle über ihm zusammenschlagen konnte. Wellen dieser Art können den Turm wanken lassen und erhebliche Schäden anrichten. So sind gelegentlich Fenster zerstört, das Geländer verbogen und sogar die Eingangstür herausgerissen worden.
Der Turm ist seit 1991 automatisiert und nicht mehr bewohnt. Théodore Malgorne arbeitete seitdem auf dem Leuchtturm Phare du Créac’h auf der Ile d’Ouessant.
In dem Film Die Frau des Leuchtturmwärters von Philippe Lioret dient der Turm als Kulisse.
Über die Geschichte der Leuchttürme auf l’Ouessant informiert ein Museum auf der Insel.